# Ghilești
Ghilești – wieś w Rumunii, w okręgu Satu Mare, w gminie Căuaș. W 2011 roku liczyła 96 mieszkańców. 